# Pavol Pavlis
Pavol Pavlis (ur. 12 stycznia 1961 w Bratysławie) – słowacki polityk i przedsiębiorca, parlamentarzysta, od 2014 do 2015 minister gospodarki.

## Życiorys
Z wykształcenia inżynier mechanik, w 1983 ukończył wyższą szkołę techniczną SVŠT w Bratysławie. Do 1990 był pracownikiem instytutu naukowego w Żylinie, następnie zajął się prowadzeniem działalności gospodarczej. W latach 1992–2006 był dyrektorem przedsiębiorstwa Port Service Bratislava. Od 2003 zasiadał w radzie nadzorczej FNM SR, funduszu zarządzającego mieniem państwowym przeznaczonym do prywatyzacji.
Zaangażował się w działalność polityczną w ramach partii SMER. Z jej ramienia w 2006, 2010 i 2012 był wybierany na posła do Rady Narodowej. W drugim rządzie Roberta Ficy pełnił funkcję sekretarza stanu w Ministerstwie Gospodarki. W lipcu 2014 objął stanowisko ministra tego resortu. Urząd ten sprawował do maja 2015, odszedł w związku z zarzutami zaistnienia konfliktu interesów.
Powrócił do wykonywania mandatu poselskiego, który utrzymał również w wyborach w 2016. W tym samym roku objął stanowisko prezesa ÚNMS, urzędu do spraw normalizacji i metrologii.